# 金川设治局
金川设治局，民國時設置於奉天省的設治局，位于今吉林省南部。

## 历史沿革
民国十五年（1926年）2月，析柳河县设置，治所在小金川，属奉天省东边道。同年，通化县第八区新民、安衡、庆生、永衡等四个村划归金川设治局。民国十八年（1929年）7月改县。